# Новоалександровка (Мошковський район)
Новоалександровка (рос. Новоалександровка) — село у Мошковському районі Новосибірської області Російської Федерації.
Входить до складу муніципального утворення Широкоярська сільрада. Населення становить 24 особи (2010).

## Історія
Згідно із законом від 2 червня 2004 року органом місцевого самоврядування є Широкоярська сільрада.

## Населення
| 2002 | 2007 | 2010 |
| ---- | ---- | ---- |
| 30   | ↘22  | ↗24  |